# SJ Sigtuna und Birka
Die schwedische Dampflokomotiven  SJ Sigtuna und SJ Birka gehörten zu einer Lokomotivbaureihe, die 1873 von Statens Järnvägar in zwei Exemplaren aus Deutschland beschafft wurde.

## Geschichte
Die beiden Lokomotiven wurden 1873 mit den Baunummern 3056 und 3057 von Borsig in Berlin eigentlich für die Oberlausitzer Eisenbahn-Gesellschaft für deren Strecke Kohlfurt–Falkenberg in Deutschland gebaut. Sie wurden jedoch nicht dorthin abgeliefert, sondern an Statens Järnvägar verkauft, wo sie mit den Namen Sigtuna und Birka eingeordnet wurden.
Sie waren die ersten deutschen Lokomotiven bei SJ und stärker als die Baureihe D, die im folgenden Jahr erworben wurde. Die Nassdampflokomotiven hatten Außenzylinder und einen Treibraddurchmesser von 1.566 mm und bekamen in Schweden ein neues Führerhaus und einen neuen Kessel. Sie waren mit einem zweiachsigen Tender gekuppelt.

## Baureihe E (I)
Unabhängig von Hersteller und Baujahr erhielten anfangs alle Lokomotiven der SJ einen Namen, jede einzelne Lokomotive wurde zu damaliger Zeit als "eigene Baureihe" geführt. Erst ab 1876 wurden beide Lokomotiven als Baureihe E bezeichnet und erhielten die Nummern 147 und 148.
Mit der 1907 beginnenden Beschaffung der Personen- und Güterzuglok der Type E (II) wurden die beiden Maschinen in den historischen Unterlagen für die Zeit von der Beschaffung bis zur Umzeichnung in die Baureihe De als Baureihe E (I) gelistet.

## Baureihe De
1898 erhielten die beiden Lokomotiven eine neue Typenbezeichnung und wurden nun unter der Reihe De mit gleichbleibenden Nummern geführt. De 147 blieb bis 1919 und De 148 bis 1920 im Einsatz. De 148 wurde noch im gleichen Jahr zur Verschrottung verkauft, De 147 folgte 1923. Der Verkauf erfolgte an die Firma C. O. Klings Metallaffär in Arboga/Nyköping.